# J.A. Vesters

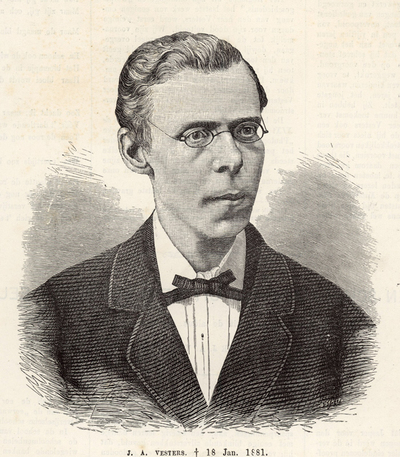
J.A. Vesters (1844 - 1881)

Joannes Antonius (Jan) Vesters ('s-Hertogenbosch, 9 september 1844 – Nieuwkuyk, 13 januari 1881) was een Nederlands schrijver en journalist.

## Levensloop
Vesters schreef bij het katholieke volksdeel populaire gedichten, novellen, schetsen en historische romans. Daarnaast was hij verslaggever voor de Katholieke Illustratie en het driemaal per week verschijnende nieuwsblad Het Huisgezin. Hij ging op 13 januari 1881 vanuit Den Bosch naar Nieuwkuijk om de overstroming van de Maas te verslaan. Op de terugweg kwam hij in een sneeuwstorm terecht en overleed in het veld. Een herdenkingsartikel meldde dat Vesters pen voorgoed ontvallen was aan zijn "thans door den dood verstijfde hand". De schrijver had zeven kinderen. Zijn oudste zoon, J.B. Vesters, was ook als journalist aan de Katholieke Illustratie verbonden en werd in 1920 de eerste hoofdredacteur van De Volkskrant.